# Melocactus zehntneri

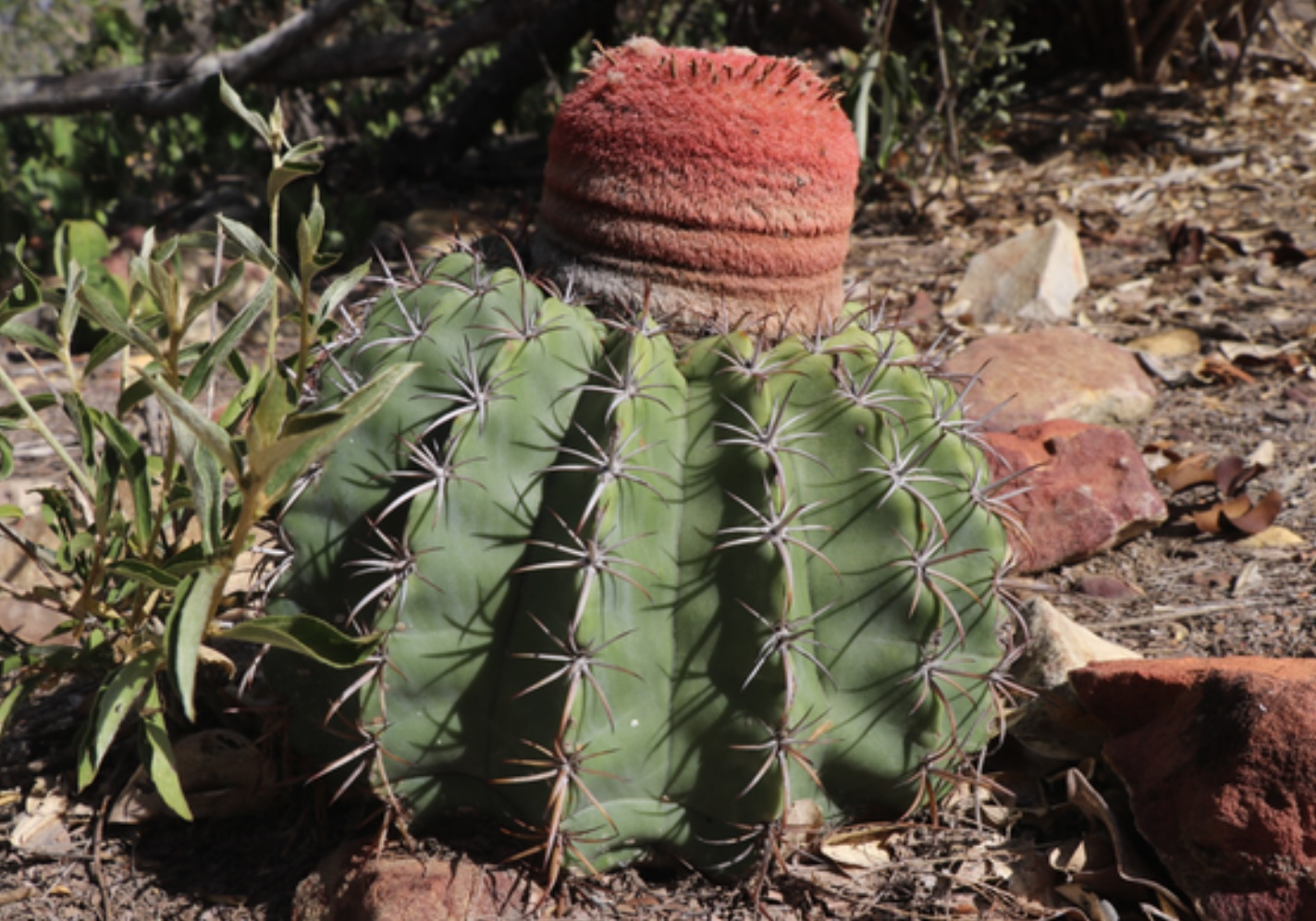
Melocactus zehntneri in Bahia

Melocactus zehntneri ist eine Pflanzenart aus der Gattung Melocactus in der Familie der Kakteengewächse (Cactaceae). Das Artepitheton zehntneri ehrt den Schweizer Biologen Leo Zehntner.

## Beschreibung
Melocactus zehntneri wächst mit unterschiedlich grün getönten, oft glauken, halbkugelförmigen bis zylindrischen, in der Form sehr variablen Trieben, die bei Durchmessern von 9 bis 25 Zentimetern Wuchshöhen von 11 bis 48 Zentimeter erreichen. Es sind zehn bis 22 scharfkantige Rippen vorhanden. Die gelben, braunen oder rötlichen Dornen sind mit Ausnahme der Spitze grau übertönt. Bei Sämlingen sind einige gehakt. Die bis zu vier aufwärts gebogenen Mitteldornen, die auch fehlen können, sind 1,5 bis 4,5 Zentimeter lang. Die 1,9 bis 4,5 Zentimeter langen sieben bis elf Randdornen sind schwach bis stark zurückgebogen. Die untersten von ihnen sind am längsten. Das aus spärlicher bis reichlicher weißer bis cremeweißer Wolle und dichten, feinen hellen etwas rosaroten Borsten bestehende Cephalium wird bis zu 11 Zentimeter oder mehr hoch und weist Durchmesser von 6 bis 10 Zentimeter auf.
Die hell bis tief rosafarbenen Blüten sind bis zu 2,5 Zentimeter lang und weisen Durchmesser von 0,4 bis 1,3 Zentimeter auf. Sie ragen nicht bis deutlich aus dem Cephalium heraus. Die hell bis tief fliederfarben rosa Früchte sind 1,2 bis 2 Zentimeter lang.

## Verbreitung, Systematik und Gefährdung
Melocactus zehntneri ist in den brasilianischen Bundesstaaten Piauí, Ceará, Rio Grande do Norte, Paraíba, Pernambuco, Alagoas und Bahia sehr weit verbreitet.
Die Erstbeschreibung als Cactus zehntneri erfolgte 1922 durch Nathaniel Lord Britton und Joseph Nelson Rose. Philipp von Luetzelburg stellte die Art 1923 in die Gattung Melocactus.
In der Roten Liste gefährdeter Arten der IUCN wird die Art als „Least Concern (LC)“, d. h. als nicht gefährdet geführt.

## Nachweise

## Weiterführende Literatur
- Juliano Ricardo Fabricante, Leonaldo Alves de Andrade, Fábio José Marques: Caracterização populacional de Melocactus zehntneri (Britton & Rose) Luetzelburg (Cactaceae) ocorrente em um inselbergue da Caatinga paraibana. In: Biotemas. Band 23, Nummer 1, 2010, S. 61–67 (doi:10.5007/2175-7925.2010v23n1p61).